# Щурмово оръдие
Щурмовото оръдие е оръдие или гаубица, разположени на превозно средство или бронирано шаси. Целта им е да се използват за директна огнева поддръжка на пехотата при атака срещу пехота или укрепени позиции.
Използват се основно през Втората световна война. В ранните етапи на войната германците започват да създават временни щурмови оръдия чрез монтиране на оръжия за поддръжка на пехотата върху камиони и шасита на остарели танкове.
В по-късните етапи на войната германците и руснаците въвеждат напълно бронирани и построени за целта щурмови оръдия в своя арсенал.